# Pull & Bear
Pull & Bear (/ pʊl ən bɛər /) — це іспанський магазин одягу та аксесуарів, заснований у Нароні, Галісія. Бренд заснований 1986 року під ім'ям «New Wear, SA». У вересні 2011 року компанія почала продаж і через інтернет-магазин.

## Опис
Бренд фокусується на повсякденному одязі та аксесуарах для молодих людей у стилі вуличної моди за доступними цінами.
Pull & Bear насолоджується швидким інтернаціональним розширенням сфер впливу та завоюванням ринків по всьому світу, це дуже впливає на модну філософію цього бренду, яка спрямована на об'єднання творчості та якісного дизайну, а також — на швидке реагування на вимоги ринку.
Нові лінії продукції, введені в магазинах, урізноманітнили асортимент, доступний на торгових точках бренду. Ці лінії включають: музику, відеоігри, техніку та інші сфери, які відображені в одязі. 1998 року Pull & Bear представив «XDYE» більш спортивну лінію одягу з елементами hi-tech, пов'язану з іконами молодіжної культури 21 століття.
Колекції бренду поєднують спортивний одяг з одягом для відпочинку. 2011 року бренд Pull & Bear представив свій онлайн-магазин.
У берені 2023 року було оголошено, що бренди Bershka, Zara та Pull&Bear повернуться на ринок РФ під новими назвами, відповідно, Bershka матиме назву Ecru, Pull&Bear мали перейменувати на DUB, а Zara — на Maag.